# ギラヴァンツ北九州
ギラヴァンツ北九州（ギラヴァンツきたきゅうしゅう、英: Giravanz Kitakyushu）は、日本の福岡県北九州市をホームタウンとする、日本プロサッカーリーグ（Jリーグ）に加盟するプロサッカークラブ。
呼称はギラヴァンツ北九州（ギラヴァンツきたきゅうしゅう）。

## 概要
1947年に創部された三菱化成黒崎サッカー部が前身となり、2010年に九州地区ではロアッソ熊本に次いで5番目の、福岡県ではアビスパ福岡に次いで2番目のJリーグ加盟クラブとなった。運営会社は株式会社ギラヴァンツ北九州である（2011年2月に株式会社ニューウェーブ北九州から商号を変更）。
クラブ名称の「ギラヴァンツ」（Giravanz）はイタリア語で『ひまわり』（北九州市の市花）を意味する "Girasole" と『前進する』という意味の "Avanzare" を組合せた造語である。「Girasole」は、本来「ジラソーレ」と発音するが、太陽の輝きと躍動を想起させる強い語感とするため、「ジラ」を「ギラ」と読んでいる。
北九州市1市をホームタウンとしている が、北九州市周辺の自治体との間で「スポーツの振興や地域の活性化、住民サービスの向上を図ること」を目的とした「フレンドリータウン協定」を締結しており、2014年2月20日の遠賀郡水巻町 を皮切りに北九州市周辺の7市11町と締結している。
チームマスコットは、小倉南区の曽根干潟に飛来する環境省の絶滅危惧種II類に指定されているズグロカモメをモチーフとしたギラン（Giran）。2010年にウェービー（Wavy）から変わった。

## 歴史

### 前史
1947年（昭和22年）、三菱化成工業黒崎工場（現・三菱ケミカル福岡事業所）内にサッカー部が創部。九州リーグではリーグ優勝7回の成績を納める。
2001年4月、北九州サッカー協会（会長は矢野嘉三）幹部が中心となり、当時の新日本製鐵八幡サッカー部、三菱化学黒崎FCの代表者と協議の上、Jリーグ入りを目指す市民サッカーチームの運営母体「北九州フットボールクラブ」（代表者は林秀美）を設立（2004年にNPO法人に移行）。2001年から三菱化学黒崎FCの運営を引き受け、市民主導のクラブチーム「ニューウェーブ北九州」として再出発する。2007年に九州リーグで優勝、全国地域サッカーリーグ決勝大会で準優勝し、翌年日本フットボールリーグ（JFL）へ昇格。同年にはJリーグへの準加盟承認を受け、同年に運営法人を株式会社化。2009年、JFLで4位の成績を収め、2010年からのJリーグ加盟が承認された。

### 2010年 - 2016年（J2）
| 年度 | 節 | 会場     | スコア | 相手   |      | 年度 | 節       | 会場     | スコア | 相手 |
| 2010 | 4  | Ksスタ   | 0-0△   | 水戸   |      | 2010 | 23       | 鳴門大塚 | 4-4△   | 徳島 |
| 2010 | 5  | 本城     | 0-3●   | 千葉   | 24   | 2010 | 本城     | 0-2●     | 柏     |      |
| 2010 | 6  | 富山     | 0-1●   | 富山   | 25   | 2010 | 長良川球 | 0-1●     | FC岐阜 |      |
| 2010 | 7  | 本城     | 1-1△   | 栃木SC | 26   | 2010 | 本城     | 2-2△     | 岡山   |      |
| 2010 | 8  | 大銀ド   | 0-0△   | 大分   | 27   | 2010 | 本城     | 0-1●     | 草津   |      |
| 2010 | 9  | 本城     | 0-1●   | FC岐阜 | 28   | 2010 | 味スタ   | 0-4●     | 東京V  |      |
| 2010 | 10 | カンスタ | 0-0△   | 岡山   | 29   | 2010 | 本城     | 1-1△     | 大分   |      |
| 2010 | 11 | 正田スタ | 1-1△   | 草津   | 30   | 2010 | 栃木グ   | 0-2●     | 栃木SC |      |
| 2010 | 12 | 本城     | 0-1●   | 札幌   | 31   | 2010 | レベスタ | 0-2●     | 福岡   |      |
| 2010 | 13 | ニンスタ | 1-1△   | 愛媛FC | 32   | 2010 | 本城     | 1-2●     | 富山   |      |
| 2010 | 14 | 本城     | 0-1●   | 福岡   | 33   | 2010 | 小瀬     | 0-6●     | 甲府   |      |
| 2010 | 15 | ベアスタ | 2-3●   | 鳥栖   | 34   | 2010 | 本城     | 0-3●     | 愛媛   |      |
| 2010 | 16 | 本城     | 0-0△   | 甲府   | 35   | 2010 | フクアリ | 1-2●     | 千葉   |      |
| 2010 | 17 | 日立柏   | 0-2●   | 柏     | 36   | 2010 | 本城     | 0-1●     | 鳥栖   |      |
| 2010 | 18 | 本城     | 2-2△   | 熊本   | 37   | 2010 | 熊本     | 0-3●     | 熊本   |      |
| 2010 | 20 | 本城     | 1-1△   | 水戸   | 2011 | 1    | 本城     | 0-3●     | 千葉   |      |
| 2010 | 21 | 札幌厚別 | 0-2●   | 札幌   | 2011 | 8    | 本城     | 0-2●     | 鳥取   |      |
| 2010 | 22 | 本城     | 1-4●   | 横浜FC | 2011 | 9    | ニンスタ | 3-0○     | 愛媛   |      |

#### 2010年
チームスローガン：感動創出
与那城ジョージが監督を続投（4年目）。商標上の問題から、2月にチーム名を「ギラヴァンツ北九州」と改めた（7月23日に商標登録を出願）。
甲府から時久省吾、福岡から長野聡とウェリントン、熊本から河端和哉、水戸から村松潤を完全移籍で、柏から池元友樹（北九州へは4年ぶりの復帰）をレンタル移籍で獲得した。前シーズン途中に徳島よりレンタル移籍していた大島康明を完全移籍で獲得。さらにシーズン途中の7月に栃木SCからレオナルド、プルセラ・ラモンガン（インドネシア）から小森田友明を獲得した。
Jリーグ初戦は横浜FCに敗れたが、第3節（東京V戦）でJリーグ初勝利（及び初勝ち点）を挙げた。
その後は得点力不足（全36試合のうち無得点試合が22試合、2得点以上は4試合のみ）および守備崩壊（全36試合のうち無失点は5試合のみ、第17節以降シーズン最終戦まで20試合連続計47失点、うち4失点3試合6失点1試合）に苦しみ、第33節甲府戦に敗れリーグ戦1シーズン29試合連続勝ち試合なし（それまでは2003年シーズンの鳥栖）、11月20日第35節千葉戦に敗れリーグ戦31試合連続勝ち試合なしのそれぞれJリーグワースト記録を更新した（それまでは2003年から2004年シーズンの鳥栖）。
先述の千葉戦で敗れた時点で、2試合（3節）を残して最下位が決定、残り2試合も連敗し、Jリーグ初年度はリーグ戦年間1勝のJリーグ最少記録、リーグ戦ホームゲーム年間1勝も併せてJリーグワースト記録 で、リーグ戦アウェイゲーム年間無勝利は2003年の鳥栖に並ぶワーストタイ。シーズン終了後に与那城が監督を退任、ニューウェーブ北九州時代からプレーしてきた選手を含む多くの選手が退団・移籍した。
天皇杯は9月5日に行われた2回戦で草津戦に勝利して、リーグ戦の東京V戦以来約5ヶ月半ぶりに公式戦勝利を挙げた。

#### 2011年
チームスローガン：一心
新指揮官に元静岡FCテクニカルアドバイザー（総監督）の三浦泰年を招聘。監督以外のコーチ陣も一新。新たにゴールキーパー専門のコーチも導入した。
選手では、清水から永畑祐樹、札幌から佐藤優也、川崎から木村祐志、G大阪から安田晃大、栃木から宮本亨、林祐征を完全移籍で、東京Vから福井諒司、横浜FCから橋村祐太、FC東京から森村昂太（前年度所属は水戸）をレンタル移籍で獲得。開幕後は3月に金水連（8月に契約解除、公式戦出場なし）、4月に呉勝録、7月に金鐘必と韓国人選手を獲得した。さらに前年度所属選手のうち、特別指定選手であった多田高行（鹿屋体育大学）が正式に入団したほかレンタルだったレオナルドは完全移籍へ移行、池元友樹のレンタル期間も延長された。
一方で、7月に佐野裕哉がSC相模原へレンタル移籍、河内勇太が契約満了により退団した。
2月9日から19日まで、長崎県島原市で前身を含め球団創設以来初となるキャンプを行い、主将に移籍1年目のMF木村が就任。
開幕戦（千葉戦）、東日本大震災による中断後の初戦（第8節・4月24日、鳥取戦）と連敗したが、第9節（4月30日）愛媛戦に勝利し、前年からの連続試合未勝利を35（12分23敗）で止めた。また、第13節（5月22日）京都戦で初のホーム連勝、第14節（5月29日）富山戦（ホーム）で初の連勝を飾った。
第19節（7月2日）大分戦に勝利してバトルオブ九州初勝利。第23節（7月30日）でFC東京、第3節（8月5日）で徳島と当該節時点での首位を連破。また、第36節（11月20日）で同じく2位の鳥栖に勝利（後半戦19試合での鳥栖の敗戦はこの試合のみ）して、シーズン目標の「勝点56」を達成、順位も一時は5位へ上げた。
シーズンを通して、連敗は2度のみ（うち一度は開幕からの2連敗）で、最終順位は8位となり、前年の最下位から順位を上げた。
その一方で、Jリーグでのアンフェアなプレーによる反則ポイントは、2010年の125 から180 へと増加し、制裁措置となる反則金の金額も前年の60万円 から150万円 へと増えた。特に2011年シーズンでは反則ポイント・反則金の金額ともJ1・J2の38クラブを通じて最多であった。
天皇杯は3回戦で名古屋に敗戦。

#### 2012年
チームスローガン：一心（前年度より継続）
三浦体制2年目。大宮から新井涼平（前年度所属はFC岐阜）、徳島から登尾顕徳、水戸から常盤聡を完全移籍で、甲府から加部未蘭、東京Vからキローラン木鈴、キローラン菜入、高野光司、清水から竹内涼、横浜FMから端戸仁をレンタルで獲得した。さらに渡大生（広島皆実高校）と、前年度特別指定選手だった武田大（東京学芸大学）が入団した ほか、柏よりレンタル移籍していた池元友樹とFC東京からレンタル移籍していた森村昂太を完全移籍で獲得した。
一方で、重光貴葵、桑原裕義が引退、河端和哉（長崎へ移籍）、宮川大輔（SC相模原へ移籍）、佐藤真也、呉勝録が契約満了により退団し、時久省吾が岐阜へ完全移籍、水原大樹が讃岐へレンタル移籍、東京Vからのレンタルだった福井諒司が復帰（その後、柏へ完全移籍）、佐野裕哉が相模原へ完全移籍した。
リーグ戦は、開幕第4戦でシーズン初勝利を挙げてから4連勝し、第7節終了時にJ1昇格プレーオフ圏内の6位に浮上。第28節の大分戦（8月12日）から第34節（9月17日）の千葉戦まで、シーズン2度目の4連勝を含む6勝1分の成績を残した。第29節（8月19日）の福岡ダービーで、過去3戦3敗の福岡に初勝利。また、バトルオブ九州も2連覇を達成した。
9月28日、2013年度のJリーグクラブライセンス申請において、J2ライセンスの交付を受けた。これにより本シーズン終了後のJ1昇格は無くなった。なお、最終成績は9位で、勝点は前年の58を上回る64を獲得した。
天皇杯は初戦（2回戦）でFC町田ゼルビアにPK戦で敗退。シーズン終了後に三浦が監督を退任した。
6月には渡大生がAFC U-22アジアカップ2013 (予選)のU-19日本代表に選出され、クラブ史上初めての代表選手となった。

#### 2013年
チームスローガン：一新
監督に京都や山形の元監督の柱谷幸一が就任、前伊賀FCくノ一監督の大嶽直人がトップチームヘッドコーチに就任。前年に所属していた29選手のうち、23人がチームを離れ、池元の残留は発表されていたものの、その池元を含めた7人しか前年からの在籍メンバーで、19人が他チームおよび高卒・大卒からの加入選手となった。
リーグ戦は、第3節時点で10位につけたのがシーズン最高順位となった。第8節の福岡戦から第13節の札幌戦まで6連敗を喫し、第11節から第14節まで21位へ順位を落とした。第19節の熊本戦でリーグ戦クラブ記録となる1試合7得点を記録したが、第21節から第26節まで6試合勝ちなし（2分4敗）で第27節時点で20位と低迷。9月に3勝1分1敗 の成績を残して、第35節時点で16位へ順位が上昇。ただし、年間通して公式戦で3連勝以上を挙げることが無く、最終順位は昨年度を下回る16位の成績。なお、バトルオブ九州は2勝4敗の成績で3年連続の優勝は成らなかった。天皇杯は3回戦でJFL・AC長野パルセイロにPK戦で敗れた。
9月30日、2014年度のJリーグクラブライセンス申請において、2013年度に続きJ2ライセンスの交付を受け、その際、「2014年度末までに債務超過を解消する方法について具体的に提出すること」という旨の是正通達を受けた。

#### 2014年
チームスローガン：一進
柱谷体制2年目。武田博行がC大阪、森村昂太が福岡、武田大が鹿児島へいずれも完全移籍、松本陽介と、キム・ドンフィ、アン・ヨンギュ、ナム・イルウの韓国籍3選手とは契約を更新せず、大宮から期限付き移籍していたイ・グノとの契約も満了（後に秋田に期限付き移籍）、また、谷口功が鹿児島へ期限付き移籍することとなった。一方、京都から原一樹、湘南から下村東美、川崎から風間宏希、G大阪から星原健太、鹿島から川島大地、秋田から鈴木彩貴がいずれも完全移籍で、浦和から大谷幸輝が期限付き移籍でそれぞれ加入し、2013年度途中にC大阪から期限付き移籍で加入していた井上翔太が完全移籍することとなった。また、新人として関西大学から寺岡真弘が加入した。なお同年のJ1、J2所属40クラブの中で唯一、シーズンを通して外国籍の選手がいないクラブとなった。
前年のチームをベースに風間・星原・大谷などがレギュラーの座をつかみ、堅い守備陣を構築。12節富山に勝利してクラブ最高順位の4位に躍進。これ以降は一度も6位以下に下ることなく最終的に5位でリーグ戦を終えた。なお、J2ライセンスの交付となったため、J1昇格プレーオフへの出場は成らなかった。
天皇杯は2回戦でJ2東京V、3回戦で前年度天皇杯王者J1横浜FM、4回戦でJ1甲府に勝利し、クラブ初となるベスト8進出を果たした（準々決勝でJ2山形に敗戦）。

#### 2015年
チームスローガン：一心 〜夢へホップ!〜
チームスローガンについては、新スタジアム完成が予定されている2017年シーズンに向けてJ1昇格という目標にステップアップするという意味で、3年分一斉に発表され、2016年は「一心 〜夢へステップ!〜」、2017年は「一心 〜夢へジャンプ!〜」とされた。
柱谷体制3年目。前シーズン全公式戦に出場したGK大谷幸輝が、期限付き移籍期間終了で浦和に復帰、前身のニューウェーブ北九州時代を知るFW池元友樹が松本へ、DF冨士祐樹が岐阜へ共に完全移籍。さらにDF渡邉将基が甲府へ、GK松本拓也と地元出身のFW柿本健太は秋田へ、前シーズンから期限付き移籍中のDF谷口功がJFL・鹿児島へ、DF田中優毅が中国リーグ・松江シティFCへいずれも完全移籍。DF下村東美、MF鈴木修人が引退（鈴木は明治学院大学サッカー部コーチに就任）、また、Kyuリーグ時代の2007年から通算8年間在籍し、2013年度からは地域コミュニケーターだった藤吉信次が東京Vユース監督に就任するためクラブを離れた。一方、湘南からGK阿部伸行、群馬からMF加藤弘堅、大分からFW小松塁（2013年シーズンから長崎に期限付き移籍中）、栃木からFW近藤祐介、横浜FCからDF西嶋弘之、千葉からFW大塚翔平がいずれも完全移籍加入し、新人として福岡大学から弓崎恭平、近畿大学からGK中山開帆、鹿屋体育大学からMF小谷健悟の3名が加入、さらに、前シーズンU-18チームから2種登録選手として登録されていたDF梶原夕希也が正式にプロ契約となった。
J2参入6シーズン目にして初めてホーム開幕戦（第2節）・徳島戦で勝利したものの、その後3試合無得点で3連敗し、第5節終了時点で降格圏となる21位にまで順位を下げる。第6節・第7節を連勝して降格圏を脱し、暫くは連勝連敗を繰り返したが、第15節・千葉戦から、2012年以来3シーズンぶりとなるリーグ戦4連勝を含む5試合負けなしで一旦10位まで順位を上げ、前半戦は9勝2分10敗勝点29の13位で終える。後半戦はリーグ戦で2連勝3回、2連敗2回と一進一退の戦績を繰り返していたが、10月以降の8試合で5勝1分2敗で順位を上げ、2年連続プレーオフ圏内となる6位以内こそならなかったものの、最終的に6位長崎と勝点差1の7位でシーズンを終えた。
小松塁がクラブ新記録かつ自己最多の18ゴールを挙げ、J2得点ランキングでジェイ（磐田）、ムルジャ（大宮）に続く3位（日本人選手では1位）となったほか、原一樹も13ゴールで7位タイとなるなどした結果、リーグ戦全42試合の半数近い20試合で複数得点を挙げ、チームの総ゴール数は59で全22チーム中4位と攻撃面で躍進した一方、守備面では前年度のレギュラーが3人抜けたこともあり不安定な状況が続き、無失点の試合7試合に対し複数失点した試合は17試合（うち3失点以上5試合）、岐阜・栃木に次ぎ、横浜FCと並んで22チーム中ワースト3位の58失点であったため得失点差は僅か+1。また順位こそ7位ながら、勝敗では18勝5分19敗と負け越しとなった。また、反則ポイントが-5と初めてマイナスとなり、2014年に続き2年連続でフェアプレー賞を受賞した。天皇杯は2回戦で水戸に敗れた。

#### 2016年
チームスローガン：一心 〜夢へステップ!〜
柱谷体制4年目。1月1日付で、2008年10月にクラブ運営会社が株式会社化されて以来7年以上社長を務めた横手敏夫が退任、強化本部長の原憲一が後任の社長となり、発表日前日（2015年12月15日）付で福岡取締役を退任したばかりの野見山篤が原の後任の強化本部長に就任。コーチの大嶽直人が京都ヘッドコーチに就任のため退団、後任に元長野監督の美濃部直彦が就任した。
選手では、FW大塚翔平（川崎に移籍）、DF宮本亨（現役引退し福岡U-18コーチに転身）が契約満了に伴い退団。東海リーグ・FC鈴鹿ランポーレへ期限付き移籍中のMF山之内優貴との契約も満了（後に大分に移籍）となった。また、FW渡大生が徳島に完全移籍した。一方、長崎からMF石神直哉、MF花井聖 と地元出身のDF刀根亮輔（名古屋から期限付き移籍中） を、さらに鹿島を退団した地元出身のMF本山雅志 をそれぞれ完全移籍で獲得。また、前年松本に移籍したFW池元友樹が完全移籍により復帰した。
シーズン前には、監督・スタッフが「100点満点（の補強）。自分がやれる事は全てやれた」とプレーオフ圏内を目指すことを明言、J2加盟7シーズン目にしてクラブ初となる開幕戦勝利を挙げたものの、続く第2節の山口戦から11試合連続未勝利（5分6敗）を記録、第9節終了時には“J3降格圏”となる21位に転落する。第13節でシーズン2勝目を挙げるも以後4連敗を喫し、第16節終了時には、2010年シーズン以来となるJ2最下位となる。
こうした状況を受けて、夏の移籍期間には大宮からDF福田俊介、長崎からFWロドリゴをいずれも期限付き移籍で獲得。鹿屋体大のDF福森健太が特別指定選手で加入した。ロドリゴは北九州としては2013年以来3シーズンぶりの外国籍選手となった。
第20節・第21節とシーズン初の連勝を記録してJ2残留圏となる20位まで浮上したものの、結果的にこれがリーグ戦唯一の連勝となり、後半戦に入り8試合連続未勝利（4分4敗）となる。特に、後半戦最初の試合となった第22節山口戦では5失点を喫した。第25節終了時には再び最下位に転落し、その後もなかなか浮上のきっかけをつかめないままシーズンが過ぎる。第39節対長崎戦に引き分け一旦20位に浮上するものの、長崎戦を含む最終4節で勝利出来ず（2分2敗）、最下位の金沢と勝ち点差なしの21位で迎えた最終節で山形に敗れ、首位札幌と引き分けた金沢に抜かれ最下位が確定、初めてJ1ライセンスを取得した年にJ3降格となった。
敗戦数こそほぼ変わらないものの、勝ちきれない試合が増え、特にアディショナルタイムでの失点が増加。後半44分以降に失点した試合が実に42試合中13試合に上り、また第14節からの19試合連続失点や、複数失点を喫した試合が第22節からの5試合連続やシーズン最終3試合連続を含む19試合にも上ったこともあり、失点64と岐阜・群馬に次ぐJ2リーグワースト3位となったことが戦績に大きく影響した。
天皇杯は2回戦で徳島に敗れ敗退。
シーズン終了後、柱谷が監督を退任し、美濃部・吉満・豊島の各コーチの退任 が相次いで発表された。

### 2017年 - 2019年 （J3）

#### 2017年
チームスローガン：一心 〜夢へリスタート〜
監督に長崎でU-18監督などを務めていた原田武男が就任。またコーチングスタッフとして萩村滋則、武田治郎、齋藤直幸を招聘した。
この年のクラブスローガンは、新スタジアム完成のタイミングでのJ1昇格を一つの前提として2015年の段階であらかじめ3年分決めており、当初は「一心 〜夢へジャンプ!〜」とすることになっていたが、2016年度第8回サポーターズカンファレンス（2017年1月開催）によれば「J3降格にあたって、スローガンについて見直しを図り、いろいろな意見を集めて議論した結果、『一心 〜夢へリスタート〜』というスローガンで新しいスタートのシーズンとしてやっていくことにしております。1年でのJ2への復帰と、素晴らしいスタジアムを作ってくださった行政、並びにそれを承認いただいている市民の皆様の思いに応えるために、お一人でも多くのお客さまにスタジアムにおいでいただけるよう、チームとフロントが一丸となってしっかりと集客を頑張ってまいりたい」と、スローガンの変更について述べている。
DF多田高行・FW大島秀夫が現役引退、MF風間宏希が山形、FW原一樹が讃岐、MF新井純平とDF寺岡真弘が長野、MF小手川宏基が古巣大分、DF星原健太が松本、GK鈴木彩貴が横浜FMへいずれも完全移籍。GK阿部伸行（長野に移籍）とDF市川恵多（群馬に移籍）が契約満了で退団。2016年シーズン途中に長崎から期限付き加入したFWロドリゴも契約満了により退団となった。
一方、同じく前年途中に大宮から期限付き移籍で加入していたDF福田俊介が完全移籍加入したほか、福岡からFW平井将生とFW中原秀人（中原は特別指定選手時代以来の北九州復帰）、長崎からMF神崎大輔、横浜FMからGK高橋拓也、JFL・奈良から前年度JFL新人王のMF茂平がいずれも完全移籍で加入。また熊本からDF鈴木翔登、長崎からMF小野寺達也、千葉からDF浦田樹（前年は琉球へ期限付き移籍）、金沢からFW水永翔馬、山形からGK山岸範宏が、それぞれ期限付き移籍で加入した。また新人として、前年度特別指定選手だったDF福森健太と、MF紀藤隆翔（三重高校）が新加入した。主将には地元出身の池元友樹が就任し、副将に八角剛史と加藤弘堅が選ばれた。またシーズン開始後の3月に中国超級・上海上港から孫峻崗を期限付き移籍で獲得（シーズン終了前の11月29日に契約期間終了で退団）した。
年頭の出陣式で、監督、選手ともに「1年でのJ2復帰」を明言、同年からホームスタジアムとなったミクニワールドスタジアム北九州では、開幕戦の秋田戦を引き分けた後はホーム5連勝を挙げるなど、前半戦（17試合）でホームでは6勝1分1敗と相性の良さを見せたものの、逆にアウェーでは初勝利が6月の福島戦まで遅れるなど2勝2分5敗と低迷。特に昇格を争う上位陣に全く勝てなかったことが影響し、前半終了時点で7位と低迷。
天皇杯は2009年以来の県予選参加となり、決勝で九州産業大学に3-2で勝利し本大会出場を果たす。1回戦では香川県代表のアルヴェリオ高松に10-0と大勝したものの、2回戦で清水エスパルスに1-4と完敗した。
中断期間中の8月1日、同年から移籍加入していたMF中原秀人が鹿児島に完全移籍する一方、8月9日には、栃木からFW安藤由翔が完全移籍で、同12日には、金沢からMF山藤健太が期限付き移籍で それぞれ加入した。
後半戦に入っても上位陣にはなかなか勝てず、前半戦で相性が良かったホームゲームでも3勝1分4敗と負け越し、さらに下位チームにも敗戦を喫するなど上昇気流に乗れず、9月に入り第22節からの8試合で5試合連続未勝利を含む1勝2分5敗と低迷、10月29日、他チームの第29節の結果によりシーズン3位以下が確定して「1年でのJ2復帰」を逃した。最終的に、3連勝以上することが一度もないまま、13勝7分12敗の勝点46、J2から降格したチームの初年度成績としては史上最低となる9位 でシーズンを終えた。
同シーズン限りで監督の原田をはじめ、ゼネラルマネージャーの野見山篤、齋藤、武田、萩村のコーチングスタッフ陣が退任。更には社長の原憲一も退任となった。
1年でのJ2復帰を逃した結果を受け、当時の北九州市長・北橋健治は11月1日の定例会見で、市そのものの財政状況が厳しいこともあり市が拠出している年間6,000万円の運営補助金やミクニワールドスタジアムの利活用方法について支援のあり方を見直す意向を示している。
一方で、シーズン終了直前の11月に浦田樹がU-20日本代表に選出された。

#### 2018年
チームスローガン：to the next stage 〜この北九州（まち）とともに〜
原の後任社長として元西日本新聞社北九州本社代表の玉井行人が就任。前ヴェルスパ大分監督の佐野達を強化育成本部長に招聘。前九州産業大学サッカー部監督で、金沢前監督の森下仁之が監督に就任、GKコーチには前鳥栖GKコーチの高嵜理貴を招聘した。
前年末に報道された、北九州市からの補助金については、同市議会で前年比1000万円減の5000万円の補助金交付が承認された。
DF西嶋弘之、DF前田和哉（後日アカデミーU-15コーチ就任）、MF八角剛史が現役引退、DF石神直哉（FCマルヤス岡崎に移籍）、DF弓崎恭平（富山に移籍）、DF梶原夕希也（現役引退、スクールコーチ就任）、MF神崎大輔（現役引退）、FW小松塁（現役引退、C大阪サッカースクールコーチ就任）が契約満了、DF鈴木翔登（熊本に復帰）、MF山藤健太（金沢に復帰）、FW水永翔馬（テゲバジャーロ宮崎へ移籍）が期限付き移籍期間満了でいずれも退団。DF刀根亮輔が大分へ完全移籍した。
一方、前年度期限付き加入していたGK山岸範宏（山形から）、DF浦田樹（千葉から）、MF小野寺達也（長崎から）がいずれも完全移籍に移行。秋田からDF有薗真吾、藤枝からDF川島將、福島からMF川上竜、琉球からFW前田央樹がいずれも完全移籍、G大阪からDFぺ・スヨンが期限付き移籍でそれぞれ加入。DF野口航（筑波大学）、MF藤原奏哉（阪南大学）、FW佐藤颯汰（日章学園高校）が新加入。さらに、J3リーグ開幕後（但し北九州の初戦前）になり、高知ユナイテッドSCからFWチョン・ウォンジェを期限付き移籍で、清水からDF村松大輔を完全移籍でそれぞれ獲得。シーズン開幕後の4月6日には元J2得点王で前年松本所属のFWダヴィを、同月27日にはかつて札幌、京都に所属し、前サンベルナルドFC所属のFWフェホをそれぞれ獲得した。リーグ戦休止期間中の7月30日、FW平井将生がJFLのFCマルヤス岡崎へ期限付き移籍した。
天皇杯は福岡県予選決勝で福岡大学と対戦、1-1で延長戦でも決着がつかずPK戦となり、8-9で敗れ、ニューウェーブ北九州としてKyuリーグ所属だった2007年以来11大会ぶりに本大会出場を逃した。
翌年のJ2復帰を目標に謳ったものの、第3節でシーズン初勝利を挙げ暫定9位になった以外は12位以下に低迷、第8節から5試合連続未勝利（1分4敗）となった第12節終了時には遂に最下位に転落、4連敗かつ開幕からホームゲーム6試合全敗となった第14節YSCC横浜戦の翌日の6月17日に、成績不振を理由として森下を監督より解任し、3日後の20日、後任として柱谷哲二の監督就任が発表された。監督交代後、5戦連続で負けなし（2勝3分）で、8月18日の鹿児島戦 に引き分けて一旦は最下位を脱したものの、10月6日の琉球戦に敗れ、翌日の他の試合の結果により再び最下位に転落、8試合を残した時点で同年のJ3で2位以内となる可能性が消滅し、2年連続でJ2昇格を逃す結果となった。この結果を受け、11月2日、監督の柱谷、鄭、八田、高崎のコーチ陣と、強化育成本部長の佐野の同シーズン限りでの退任が発表された。その後も勝ち点を伸ばせず最終5節を未勝利、かつ柱谷の監督就任後はアウェーゲーム未勝利（3分6敗）のままシーズンを終了、年間順位は最下位の17位で、6勝9分17敗の勝点27に終わった。チームの総失点は、森下体制時では13試合でリーグ最低の25（1試合平均1.92）、無失点試合は第7節の1試合しかなく、特に辞任直前には4試合で12失点であったが、柱谷体制以後は19試合で17（同0.895）、無失点試合も第16節からの4試合連続を含む6試合あり、年間最少失点だった沼津（32試合29失点平均0.907）レベルに改善、最終的にはリーグ8位の42失点となった一方、複数得点を挙げた試合6に対し無得点の試合が全試合の半数を超える17もあり、総得点が22と、次に少ない藤枝の32点より10点も少ないリーグ最下位、かつ同年のJ3得点王のレオナルド（鳥取）が一人で挙げた24ゴールを下回った。個人の得点数もチーム得点王の池元の5得点とダヴィの4得点以外は2得点以下となり、リーグ戦の半数以上の17試合は無得点だった。そのため得失点差も全17チーム中最低の-20となった。

#### 2019年
チームスローガン： CHANGE FOR KITAKYUSHU ～この北九州(まち)のために～
前清水監督の小林伸二が、監督兼スポーツダイレクターに就任、ヘッドコーチには元浦和ヘッドコーチの天野賢一が就任。
GK山岸範宏が現役引退（後日JFAアカデミー福島男子GKコーチ就任）。DF有薗真吾 （後日完全移籍で奈良）、浦田樹（同ウクライナ・プレミアリーグ FCゾリャ・ルハーンシク）、川島將（同藤枝）、福田俊介（同群馬）、村松大輔（同現役引退）、MF小野寺達也（同テゲバジャーロ宮崎）、小谷健悟（同FCティアモ枚方）、花井聖（同富山）、安藤由翔（同藤枝）、FWダヴィ、フェホ（同サウジアラビアプリンス・モハマド・ビン・サルマン・リーグ アル＝オロバーFC）、前田央樹（同ヴェルスパ大分）がいずれも契約満了で、DFぺ・スヨンとFWチョン・ウォンジェがいずれも期限付き移籍期間満了で、前シーズン途中からFCマルヤス岡崎に期限付き移籍していたFW平井将生が完全移籍に移行しそれぞれ退団。
一方で、長野からDF寺岡真弘が完全移籍し3シーズンぶりに復帰したほか、讃岐からDF岡村和哉が完全移籍、横浜FMからDF生駒仁（前年度富山へ期限付き移籍）とFW町野修斗、大分からMF國分伸太郎がそれぞれ期限付き移籍で加入し、明治学院大学からDF新井博人、関西大学からDF河野貴志、法政大学からFWディサロ燦シルヴァーノ、流通経済大学からMF新垣貴之、明治大学からGK後藤大輝、桐蔭横浜大学からDF打越大樹、市立船橋高校からGK田中悠也が新加入。
前年のJ3最下位というクラブ史上最低成績を受け、社長の玉井が年頭の挨拶において「一年ごとの計画や、監督が交替する度にチームの戦術、スタイルが変わる状況では、根底からのチーム再生を実現するのは難しいと判断し」「深刻な後退局面を打開するために、2019年を起点として、中長期的な観点から、改めてチームの基盤づくりに取り組んでいくこと」を表明、シーズン前の新体制発表会において、監督の小林も「まずは6位以内に入って選手たちにJ2昇格もいける、というメンタリティーや自信を持たせたい」と語っていたが、チームに対し「小さい。跳べない。走れない」という第一印象を持った小林が、フィジカル強化を図り、試合や練習で選手の心拍数や移動速度、走行距離などを計測する衛星利用測位システム（GPS）を導入、数値を基に高負荷の練習を続け、トレーニングではシーズンを通して週2日の2部練習を徹底したことも功を奏し、J3リーグ戦開幕から4連勝し首位に立つ。その後しばらくは1位 - 3位をキープしていたが、第15節から5戦連続勝利無し となり、前半戦終了となる第17節時点で8勝6分3敗、勝点30で藤枝にかわされ3位に後退、さらにその後群馬にも追い抜かれ、第20節対G大阪U-23戦で6試合ぶりの勝利を挙げたものの、J3リーグが一時中断した第20節終了時点では9勝7分4敗の勝点34、首位の藤枝に勝点差3の4位となる。
天皇杯は福岡県予選決勝で福岡大学を1-0で破り、2年ぶりに本大会出場を果たした。1回戦で徳山大学に6-0で勝利したが、2回戦で神戸に0-4で敗れた。
中断期間中の8月15日に、山形からFW北川柊斗が期限付き移籍で、横浜FMからMF椿直起、清水からMF髙橋大悟がいずれも育成型期限付き移籍でそれぞれ加入した。
ホームスタジアムがラグビーワールドカップ2019に出場するラグビーウェールズ代表のキャンプ地として使われるため、リーグ戦再開後の9月4試合が4連続アウェイ戦となったものの、新加入の北川が全て途中交代出場ながら4試合連続5ゴールを決めるなど活躍、アウェイ4連戦を全勝しクラブ史上初の5連勝でJ2昇格圏の2位に浮上。第27節には過去5戦未勝利だった沼津にアウェイで1-0で勝利し首位に立つと、第26節から6戦負けなしで迎えた第32節ホーム讃岐戦に4-0で勝利したことにより、同年のJ3における2位以上が確定、4シーズンぶりのJ2復帰が決定した。続く第33節、勝てば自力優勝となるホーム鳥取戦で1-1と引き分けたものの、2位藤枝が敗れたため優勝が決定、前年のJ3最下位からのクラブ初タイトルを勝ち取った。J2からJ1に昇格して即優勝したケースは2011年の柏、2014年のG大阪と過去に2例あるが、前年の最下位チームが翌年に優勝するのはJ1、J2、J3を合わせて史上初の快挙となった。またホームゲームの入場者数が102,831人となり、2016年の大分に次ぎJ3史上2度目の年間観客数10万人を達成、1試合平均でも6,049人といずれもクラブ史上最高を記録した。
最終的な成績は19勝9分6敗の勝点66。得点51はリーグ5位、ゴールランキングもチーム得点王の町野が8得点でリーグ20位タイ、他に7得点の選手が4名と、いわゆるエースストライカー的存在がいない中、失点が18チーム中唯一30点を下回るリーグ最少およびクラブ新記録の27、無失点試合14、1試合で3失点以上した試合が0 という安定した守備力で勝点を積み重ね、夏の補強で加入した北川、髙橋がいずれも7ゴールを挙げたことも終盤の好成績に繋がった。

### 2020年 - 2021年（J2）

#### 2020年
チームスローガン：AGGRESSIVE CHALLENGER ～新たな頂に向かって～
小林体制2年目。かつて山形、徳島2チームにおいて小林の下でコーチを務めた長島裕明が新コーチとして加入。GK中山開帆（後日水戸に移籍）、DF打越大樹（同千葉県社会人サッカーリーグ1部房総ローヴァーズ木更津FC）、MF井上翔太（同FCティアモ枚方）、川島大地（現役引退→普及事業課コーチ就任）、紀藤隆翔（後日鈴鹿アンリミテッドFCに移籍）、本山雅志と契約を更新せず、FW北川柊斗は期限付き移籍期間満了、MF茂平は秋田への完全移籍によりそれぞれ退団。一方、MF國分伸太郎、DF生駒仁の期限付き移籍、ならびにMF髙橋大悟、椿直起の育成型期限付き移籍をいずれも延長、さらにC大阪からMF斧澤隼輝と、前年横浜FMから期限付き移籍で加入していたFW町野修斗が完全移籍で、湘南（前年途中から期限付き移籍で鳥取）からFW鈴木国友、東京VからDF永田拓也、松本（前年度は期限付き移籍で徳島）からGK永井堅梧がいずれも期限付き移籍で、順天堂大学からDF村松航太、桐蔭横浜大学からDF佐藤喜生、阪南大学からMF永野雄大、明治大学からFW佐藤亮がいずれも新人としてそれぞれ加入。
J2リーグ開幕戦は、2015年以来5シーズンぶりとなるアビスパ福岡との福岡ダービーとなったが0-1で敗戦、新型コロナウイルス感染拡大による約4か月間の中断を経て、リーグ戦再開初戦のV・ファーレン長崎戦にも敗れ開幕2連敗となったが、ホームでの開催となった7月4日の第3節・対FC琉球戦に4-0で勝利し、2016年10月30日の対FC岐阜戦以来およそ3年8か月ぶりのJ2リーグ戦勝利、かつミクニワールドスタジアム北九州におけるJ2初勝利を挙げた。第7節から前年のJ3以来クラブ2度目、J2ではクラブ初となる5連勝目となった第11節ツエーゲン金沢戦の勝利が、クラブのJ2リーグ通算100勝となった。続く第12節FC町田ゼルビア戦の勝利により、クラブ史上初となる6連勝達成とともにJ1昇格圏の2位に浮上、その後連勝記録を9、連続試合無敗を10まで伸ばした。9月9日、第18節アウェー愛媛FC戦に1-0で勝利し、10試合ぶりの無失点勝利とともに、クラブ史上初となるJ2首位に浮上、前半戦（第21節）終了時点でディサロ燦シルヴァーノが10得点、町野修斗が7得点などリーグ最多タイの35得点を挙げ、2位徳島と勝点差1で首位を維持しリーグを折り返した。しかし、後半戦初戦となる第22節アウェー東京ヴェルディ戦に敗れたことにより2位に後退、さらに第24節アウェー福岡戦での敗戦により13節ぶりにJ1昇格圏外の3位に転落、そしてJ2全22チーム中唯一の後半戦7試合未勝利（前半戦最後の水戸戦を含めると8試合連続）となった第28節終了時に4位に落ち、その後勝利なしは9試合連続（3分6敗）まで延びる。
10月28日、ジュビロ磐田からMF針谷岳晃が期限付き移籍で加入。第33節、第34節と後半戦初の連勝を記録したものの、昇格争いからは遠ざかり、第38節、首位徳島に1-4で敗れた時点で、4試合を残し同シーズンの3位以下が確定、2シーズン連続の昇格は逃した。J2において、1シーズン中に90分間勝利で9連勝以上したチームは過去6チームあり、その全てが最終結果では2位以上に入っていたため、9連勝しながらJ1昇格を逃した初の事例となった。12月5日、椿直起の11月30日付での育成型期限付き移籍終了、およびオーストラリアAリーグ・メルボルン・シティFCへの期限付き移籍が発表された。結局、後半戦はアウェー12試合で僅か1勝、勝点6しか勝点を挙げられなかったこと、得点は24で前半戦より11減少した一方で失点が前半戦より7多い29に増加したことなども影響し、僅か5勝、前半戦の半分以下の勝点21しか挙げられず、前半戦の倍の10敗を喫したものの、年間通算では、2014年シーズンと並びJ2リーグにおけるクラブ史上最高タイ記録、かつJ2創設後JFL/J3から昇格した翌年度のチームとしては史上最高となる5位で終了、また勝点65、19勝（8分15敗）、59得点はいずれもJ2リーグにおけるクラブ史上最多タイ記録となった。個人ではディサロが2015年の小松塁に並ぶクラブ史上最多タイ記録の18得点で得点ランキング2位となった。

#### 2021年
チームスローガン：KEEP YOUR HEART BURNING ～私たちは挑み続ける～
小林体制3年目。2019年末に手術を受け長期離脱していたDF寺岡真弘と、前身のニューウェーブ北九州時代から合計12シーズン在籍したFW池元友樹が引退、GK高橋拓也（後日讃岐へ完全移籍）、MF内藤洋平と契約を更新せず、FW町野修斗が湘南へ、MF藤原奏哉が新潟へ、FWディサロ燦シルヴァーノが清水へ、DF福森健太が大分へ、DF川上竜が相模原へ、MF加藤弘堅が東京Vへいずれも完全移籍、FW鈴木国友（満了後松本へ完全移籍）、MF國分伸太郎（同山形）、GK永井堅梧（同清水）が期限付き移籍期間満了でそれぞれ退団し、既に前年12月に移籍した椿を除いても退団者は13人、前シーズンの出場時間上位11人中8人が退団、退団した選手が前シーズンに挙げた得点の合計がチーム総得点の3分の2超の40という主力の大量流出となり、さらにGK後藤大輝は大宮へ期限付き移籍した。
一方、神戸からGK吉丸絢梓とDF藤谷壮、清水からMF六平光成、磐田からGK志村滉、浦和（前年は期限付き移籍で鹿児島）からMF井澤春輝、千葉（同水戸）からDF乾貴哉、C大阪（同山形）からMF前川大河がいずれも完全移籍、大宮からGK加藤有輝とFW富山貴光、千葉からDF本村武揚が期限付き移籍、清水からMF西村恭史が育成型期限付き移籍し、東海学園大学から前シーズン特別指定選手となりながら出場がなかったDF前田紘基、法政大学からFW平山駿、明治大学からFW狩土名禅がそれぞれ新人として加入、また前年期限付き移籍で加入していたDF永田拓也が完全移籍、DF生駒仁、MF髙橋大悟、MF針谷岳晃は期限付き移籍期間延長となった。所属選手中在籍年数最長はFW佐藤颯汰、MF野口航の3年で、両名以外の全選手が小林監督就任以降に加入した選手となった。
開幕に先立ち行われた必勝祈願の際、小林監督および村松キャプテンがJ1昇格を目標にすることを公言したものの、開幕からホームゲーム2連戦を連敗し、第2節終了時に2016年シーズン終了時以来のJ2最下位となる。第5節アウェー群馬戦でシーズン初勝利を挙げ一旦15位まで浮上したものの、結果的にこれが同シーズンの最高順位となる。第8節アウェー京都戦ではチーム1試合最多失点記録に並ぶ1-6の惨敗、その後第10節、第11節と連敗し両節再び最下位に転落。5月3日、選手1人の新型コロナウイルス感染が判明し、同選手および濃厚接触者と判断された4選手が離脱。直後の第12節アウェー栃木戦の勝利で18位浮上し一旦J3降格圏を脱するが、第13節ホーム長崎戦に敗れ、クラブワースト記録となる開幕からホームゲーム7戦連続未勝利を記録し、再び降格圏の19位に転落、続く第14節アウェー東京V戦で連敗を喫し、シーズン3度目の最下位転落。直後の第15節大宮戦でホームゲーム8戦目にして初勝利を挙げ最下位を脱し、第16節アウェー町田戦勝利でシーズン初の連勝を達成したものの、結局これがシーズンを通じて唯一の連勝となり、続く第17節からクラブワースト記録を更新する6試合（天皇杯を含めると公式戦7試合）連続、時間にして665（同755）分間連続無得点もありリーグ戦7試合（公式戦8試合）勝利なしのまま東京オリンピックによる約3週間の中断期間前となる第23戦まで終了した時点で、4勝7分12敗の勝点19、18位群馬と勝点差2、最下位の相模原とは勝点差3で同年の降格圏である19位に低迷。ホームゲーム12試合で僅か7得点（17失点）しか挙げられず2010年と並ぶ前半戦クラブワーストタイの1勝（4分7敗）だったことも影響した。
2シーズンぶりに参加した天皇杯では初戦となる2回戦で相模原に0-1で敗れ初戦敗退。
7月12日、前年11月まで横浜FMから育成型期限付き移籍で所属していたMF椿直起が、東京オリンピックによるリーグ戦休止期間中の7月31日には、前シーズン終了後大分に完全移籍したDF福森健太が、いずれも再び期限付き移籍で加入することが発表された。
しかし休止期間再開後も勝てず、第25節アウェー愛媛戦に引き分けた時点でリーグ戦9試合（公式戦10試合）連続勝利なしとなり、同節終了時にシーズン4度目の最下位転落。第26節ホーム町田戦に逆転勝利し最下位を脱した後、第29節ホーム金沢戦の勝利で一旦は17位まで順位を上げ第30節まで維持したものの、第31節アウェー松本戦で先制しPKを獲得したものの失敗した後逆転負けを喫し再び降格圏の19位に転落すると、これ以降シーズン終了まで降格圏を一度も脱する事はなく、10月にはホームゲーム3試合連続で後半アディショナルタイムに失点し2分1敗とするなどシーズン2度目の9試合連続勝利なしで20位以下に沈む。第39節アウェー山口戦で10戦ぶりに勝利したものの直後に連敗、第41節ホーム最終戦栃木戦に敗れた時点で勝点35の20位で、最終順位が同年の降格圏である19位以下となることが確定。J3リーグの結果次第では19位に残留の可能性は残されていたものの、19位で勝点38の相模原が得失点差-18に対し北九州は-27のため、勝点で追いついても逆転することも難しくなり、結局、奇遇にも前回J3降格が決定した2016年最終節と同じ会場となった最終節アウェー山形戦も1-5で惨敗し、同節引き分けた愛媛に勝点で並ばれ得失点差で逆転され最終順位は21位、Jリーグ史上初となる2度目のJ3リーグ降格、かつJ3リーグ優勝経験チーム初のJ3降格となった。攻撃では複数得点試合8（4勝3分1敗）に対し無得点の試合がその倍の16（7分9敗）に上った結果リーグワースト2位タイ、前年の前半戦で挙げた得点と同じ35得点にとどまり、一方守備は、前年は永井堅梧が契約上出場不可だった松本戦2試合以外全試合守った正GKの座を固定できなかったことなどもあり、無失点試合も11あったものの4勝7分と多くを勝利に繋げられず、逆に複数失点した試合は全試合の半分の21で3分18敗、うち3失点以上した試合が開幕戦と最終戦を含む7もあるなど崩壊を修正出来ず、クラブワースト記録を更新する66失点でリーグワースト3位タイ。前年の5位から順位を16位下げたのは、2015年の7位から2016年の22位へ15位下げた事例を超えてクラブ史上ワースト記録、年間21敗、ホームゲーム3勝および11敗は本拠地移転後J2・J3を通じてクラブワースト記録、ホームゲーム勝点16はJ3最下位だった2018年 と並ぶ移転後クラブワーストタイで、ホームゲーム3勝、勝点16とも同年J2で愛媛に次ぐワースト2位だった。
シーズン終了の翌日、小林監督の監督退任およびスポーツダイレクター専任が発表された。また長島裕明（東京Vコーチ就任）、平野智己、村岡誠コーチらが退任となった。

### 2022年 -（J3）

#### 2022年
チームスローガン：北九州の逆襲～REGAIN STRENGTH REBURNING
前年まで小林前監督の下で3年間ヘッドコーチを務めた天野賢一が新監督に就任。ヘッドコーチに前FC東京U-18コーチの京増雅仁、新コーチに前栃木コーチの兼村憲周、新フィジカルコーチに前長崎フィジカルコーチの菊池啓太が就任（菊池コーチは5月25日体調不良のため退任、以後後任なし）。
DF新井博人（後日VONDS市原（関東1部）に完全移籍）、岡村和哉（同岐阜）、野口航（同今治）、MF斧澤隼輝（同JFL枚方）、FW佐藤颯汰（同宮崎）と契約を更新せず、DF佐藤喜生は栃木シティ（関東1部）、DF村松航太は長崎、MF新垣貴之は山形へいずれも完全移籍、期限付き/育成型期限付き移籍で加入していたMF髙橋大悟（清水）、FW富山貴光（大宮）、MF椿直起（横浜FM→水戸へ期限付き移籍）、DF生駒仁（横浜FM→山口へ完全移籍）、DF福森健太（大分→栃木へ期限付き移籍）は移籍期間満了でそれぞれ退団。前年と並び前回J3降格時の2016年オフの12人を上回る13人が退団し、得点チーム1位2位の髙橋富山の退団により退団者の総得点は前年の6割超に相当する22、北九州の前回J3在籍時に在籍していた選手が、いずれも2019年加入の河野貴志、後藤大輝、田中悠也の3人のみとなった。加えて第4節終了後の4月7日、GK志村滉が大宮に期限付き移籍した。
一方、前年千葉から期限付き移籍だったDF本村武揚が完全移籍に移行、GK後藤大輝が大宮への期限付き移籍から復帰、GK加藤有輝の大宮からの期限付き移籍、MF西村恭史の清水から、MF針谷岳晃の磐田からの育成型期限付き移籍をいずれも延長し、八戸からFW上形洋介、相模原からFW中山雄希、浦和（前年は期限付き移籍で福島）からMF池髙暢希、栃木（同鹿児島）からDF藤原広太朗がいずれも完全移籍、大分（同新潟）からFW髙澤優也が期限付き移籍、磐田（前年は育成型期限付き移籍で熊本）からMF藤川虎太朗が育成型期限付き移籍、新人として昌平高からMF平原隆暉とMF井野文太、静岡学園高からDF伊東進之輔、順天堂大学からDF長谷川光基がそれぞれ加入した。
1年でのJ2復帰を目標に掲げたものの、J3リーグ戦では、第3節、第4節の連勝で一旦7位まで浮上した後、第5節からリーグ戦6試合連続無得点を記録するなど9試合勝利なしとなり一時は15位まで低迷、第14節から前半戦終了となる第17節までの4試合で3勝を挙げるなどしたものの、前半戦終了時点では5勝5分7敗の勝点20、J2昇格圏の2位とは勝点差17の12位に終わってしまう。
3年ぶりに福岡県予選からの参加（ただし決勝戦のみ）となった天皇杯は、福岡大と延長戦0-0の末PK戦の勝利で辛くも予選突破し、2年連続の本大会出場を果たしたが、1回戦で鹿児島に1-3で敗れた。
8月1日、横浜FCからDF中塩大貴を期限付き移籍で獲得。
しかしその後も、第20節から3試合連続無得点でシーズン2度目の3連敗を喫するなど勝点は伸ばせず、シーズン3度目の3連敗となった第26節アウェー福島戦の敗戦により、シーズン前の目標であった1年でのJ2復帰の可能性が完全に消滅した。8試合を残してのJ3残留決定は、最下位となった2018年 と並ぶワースト記録タイとなった。
ホーム最終戦前の11月9日、天野監督、および京増ヘッドコーチのシーズン一杯での退任が発表された。最終戦となった岐阜戦に勝利し、後半戦6勝目を挙げたものの、後半戦の勝点は前半戦と同じ20、年間では勝点40の13位で、前回降格初年度の2017年を順位成績ともに下回った。シーズンを通じて3連勝以上は1度もなく、無失点で終えた試合が6に対し複数失点を喫した試合は倍の12、最終節まで9試合連続得点を記録するなどシーズン序盤の得点力不足からはある程度改善した一方で併せて7試合連続失点も記録し、第29節愛媛戦からの3試合連続を含む最終6試合中4試合で試合終了間際に失点し試合結果が変わる など守備面の課題が残ったままシーズンを終えた。
シーズン終了後、兼村コーチ（FC琉球ヘッドコーチ就任）、上杉GKコーチ（岐阜GKコーチ就任） も退任、道本コーチはトップチームコーチ退任、U-18コーチ就任した。

#### 2023年
チームスローガン：原点回帰〜最後まで走り・闘う〜
1月1日付で、社長の玉井行人が取締役会長となり、取締役の石田真一が新たに代表取締役社長に就任。
前栃木SC監督の田坂和昭が新監督に就任。2020-2021年にコーチとして在籍した長島裕明がヘッドコーチとして復帰、出口拓馬コーチ、大神友明GKコーチ、井田征次郎フィジカルコーチが新たに就任。
DF永田拓也、MF六平光成（両選手とも後日現役引退を発表）、FW狩土名禅と契約を更新せず、DF藤原広太朗は現役を引退、MF針谷岳晃、MF藤川虎太朗は育成型期限付き移籍期間満了で磐田へ復帰、MF西村恭史は育成型期限付き移籍期間満了で長野へ期限付き移籍、DF中塩大貴は群馬へ、FW髙澤優也は町田へいずれも期限付き移籍期間満了と同時に完全移籍、DF河野貴志は秋田へ、DF藤谷壮は松本へ、FW佐藤亮は群馬へ、前シーズン途中から大宮に期限付き移籍していたGK志村滉はそのまま大宮へ、いずれも完全移籍により退団。前年の出場時間数上位8選手中前川を除く7人が退団、佐藤の移籍により3年連続でチーム得点王が移籍によりチームを去ることとなった上に、退団者の得点合計はチームの得点の6割を占める24に上った。
一方、GK加藤有輝の大宮からの期限付き移籍期間を再延長、八戸からMF野瀬龍世、宮崎からMF岡田優希、相模原からDF夛田凌輔が完全移籍、長崎から2021年に北九州でキャプテンを務めたDF村松航太が期限付き移籍で復帰、ギラヴァンツ北九州U-18からFW坪郷来紀がトップチーム昇格し、桐蔭横浜大学からMF高吉正真、山梨学院大学からMF若谷拓海、同志社大学からDF山脇樺織、日本文理大学からMF岡野凜平とFW高昇辰、東海大学からDF坂本翔、国士舘大学からDF大石悠介が新人としてそれぞれ加入。
J3リーグ戦では第2節ホーム讃岐戦でシーズン初勝利を挙げたものの、直後の第3節から11試合勝利なし（3分8敗）で、第9節終了時点で2018年シーズン以来となるJ3リーグ最下位の20位に転落、第14節アウェー鳥取戦で12試合ぶりに勝利した後、第15節ホーム長野戦で引き分け、同じく第3節から15試合連続勝利なしだった相模原を抜き7試合ぶりに最下位を脱した。前半戦終了時点で3勝7分9敗勝点16、18位福島と勝点差3、20位相模原と勝点差2の19位となる。
天皇杯は、福岡県予選決勝戦で福岡大に1-0で勝利し、3年連続本大会出場。1回戦で鹿児島ユナイテッドFCに延長戦2-2の末PK戦で勝利するも、2回戦で岡山に1-2で敗退となった。
7月18日、前湘南所属で前月契約解除となっていたDFミケル・アグが加入。クラブとして2018年以来5シーズンぶりの日本国外生まれの選手となった。8月16日には、ブラジル・カンピオナート・カタリネンセ・コンコルディアACからFWエドゥアルド・メロを期限付き移籍で、同月18日には、ナイジェリア・プロフェッショナル・フットボールリーグエヌグ・レンジャーズ・インターナショナルFCからFWエボコ・イケチュク・ジョンを完全移籍でそれぞれ獲得。
先述のFW2名の加入と前後して、第22節、第23節の連敗により再び最下位に転落した。8月22日、DF伊東進之輔が中国サッカーリーグ福山シティFCへ育成型期限付き移籍。
第25節アウェー今治戦で後半アディショナルタイムの失点により敗戦、19位相模原との勝点差が6に広がった後の9月5日、田坂監督が辞任、後任の監督には小林伸二スポーツダイレクターが同職兼任で就任した。
監督交代直後の第26節八戸戦でホームゲーム約半年ぶりの勝利を挙げたものの、第29節残留を争う19位相模原戦では逆転負けを喫し、19位との勝点差を7に広げられ、第30節富山戦に敗れた時点で8試合を残して、2年連続J2昇格圏の2位以内に入る可能性が消滅、その富山戦から5試合連続無得点で8試合勝利なし、2013年以来10年ぶりの6連敗となった11月5日第34節終了時点で、18位宮崎との勝点差が13となり、JFL上位の成績次第でJ3・JFL入れ替え戦もしくは自動降格の対象となる19位以下が確定、同時に19位相模原との勝点差も残り4試合で12となった。11月1日から7日までのクラブのホームページが閲覧不可能となるトラブルが発生した。11月11日、第35節ホーム岩手戦に6-1と大勝し9試合ぶりの勝利を挙げたものの、翌12日に19位相模原が勝利したことにより、3試合を残してシーズン最下位が確定、その後同年JFLにおいてHonda FCが優勝したことによりJFLへの自動降格こそなくなったものの、JFLの最終結果次第で入れ替え戦出場の可能性が残されている段階の11月22日、小林監督及び長島ヘッドコーチ、出口コーチ、大神GKコーチ、井田フィジカルコーチが契約期間満了に伴い2023シーズンをもって退任、小林監督については兼務していたスポーツダイレクターも双方合意の上契約解除することが発表された。11月26日、ホーム最終戦となる第37節福島戦には敗れたものの、その試合の1時間前に開始されたJFL最終節各試合の結果、J3ライセンスのないブリオベッカ浦安が最終順位2位となったことにより、入替戦の開催はなくなりJ3残留が確定した。最終節アウェー岐阜戦には勝利したものの、7勝10分21敗と同シーズンJ3唯一の20敗以上を喫してシーズンを終えた。失点は45で讃岐と並びリーグで7番目に少なく、優勝した愛媛の48よりも少ないほどだったものの、得点はチーム得点王の岡田で6得点にとどまったこともあり、讃岐、宮崎に次いでリーグワースト3位の33。無失点の試合では6勝2分だったものの、1失点のみの試合ですら1勝7分11敗、2失点以上の試合は1分10敗と、失点をした30試合中上述の岩手戦を除く29試合で勝てなかったことが、得失点差では北九州より9も劣る19位宮崎に勝点差8をつけられ最下位となった要因の一つとなった。ホームゲーム19試合で年間勝点15は、2018年（ホームゲーム16試合）およびJ2（同21試合）だった2021年の16を下回りホームスタジアム移転後ワースト記録、3勝およびシーズン21敗は、2021年と並びホームスタジアム移転後クラブワースト記録タイとなった。

#### 2024年
チームスローガン：ひとつに－この北九州（まち）とともに－
スポーツダイレクターに前横浜FCチーム統括本部ストラテジーダイレクターの池西希、新監督に前鳥取監督の増本浩平が就任。
GK後藤大輝（後日岐阜へ完全移籍）、吉丸絢梓（同福島）、DF大石悠介（同JFL青森）、夛田凌輔（現役引退）、ミケル・アグ、MF池髙暢希（後日JFL沖縄へ完全移籍）、永野雄大（同Kyuリーグ都農）、前川大河（同讃岐）、FWエボコ・イケチュク・ジョン、上形洋介（同香港プレミアリーグ香港流浪足球会）、中山雄希（同都農）と契約を更新せず、期限付き移籍期間満了のFWエドゥアルド・メロ、DF村松航太（秋田へ完全移籍）、GK加藤有輝（大宮へ復帰）が退団、MF野瀬龍世は水戸へ、MF岡田優希は奈良へ完全移籍。前シーズン終了時点で所属していた32選手中半数の16選手が退団した。また岡田の移籍により4年連続でチーム得点王が退団、退団者の得点合計はチームの得点の約6割を占める19に上った。
一方、前シーズン途中福山シティFCに期限付き移籍していたDF伊東進之輔が復帰、愛媛からMF矢田旭、鹿児島からMF牛之濵拓（前年は期限付き移籍で鳥取）、岡山からFW永井龍とDF杉山耕二（同JFL大分）、松本からMF喜山康平、札幌から10シーズンぶりの復帰となるGK大谷幸輝、都農からGK伊藤剛が完全移籍、岡山（前年は育成型期限付き移籍でJFL滋賀）からGK谷口璃成、G大阪（同奈良）からFW髙橋隆大、浦和（同藤枝）からDF工藤孝太が育成型期限付き移籍し、ギラヴァンツ北九州U-18（星琳高等学校）からMF官澤琉汰がトップチーム昇格、関西学院大からFW渡邉颯太、順天堂大からFC東京U-23でJ3出場経験のあるMF小林里駆が加入。またシーズン開幕後の4月12日、ギラヴァンツ北九州U-18のDF世良務が2種登録選手でトップチーム加入した。
初参加となったYBCルヴァンカップでは、1回戦で大分に延長の末1-0で勝利したが、2回戦で町田に1-2で敗れた。
前年に続き県予選決勝で福岡大に勝利し本大会進出した天皇杯では、1回戦で鹿屋体大に3-0で勝利したものの、2回戦でJ1新潟に延長戦4-4同点からのPK戦で敗れ2回戦敗退。
シーズン中盤の6月17日、磐田からMF藤原健介が育成型期限付き移籍で加入した 一方、同月25日、FW坪郷来紀が中国サッカーリーグベルガロッソいわみへ育成型期限付き移籍、同日DF本村武揚が関東サッカーリーグ1部東京23FCへ期限付き移籍。
開幕から4試合未勝利、第4節終了時には暫定19位になり、第12節終了時点で2勝5分5敗の勝点11、最下位と勝点差3の16位だったものの、第13節から連勝こそないものの7試合連続負けなし（4勝3分）で、前半戦終了時点で6勝8分5敗の勝点26、順位は12位ながら、J2自動昇格圏の2位と勝点差5、同シーズンから導入されたJ2昇格プレーオフ圏の6位とは勝点差3となる。J3ではこの年から再び設けられた夏の中断期間直前の第23節アウェー琉球戦で勝利し、クラブ新記録となるリーグ戦11試合連続無敗（7勝4分）を達成し7位に浮上、自動昇格圏の2位今治とは勝点差6、J2昇格プレーオフ圏の6位相模原とは勝点で並び得点差および得失点差の差1となる。
中断期間中の8月12日、札幌から地元出身のFW大森真吾が育成型期限付き移籍で加入。
8月17日、リーグ戦再開初戦となる第24節ホーム富山戦に2-0で勝利、リーグ戦の連続試合無敗記録を12に伸ばし、同節終了時点でシーズン初のJ2昇格プレーオフ圏内となる5位に浮上、連続無敗記録は続く第25節アウェー奈良戦まで13試合連続となる。しかし第26節アウェー福島戦に試合終了間際の失点で0-1で敗れるとそこから3連敗、第29節ホーム岐阜戦試合中に怪我で退場したGK田中悠也が骨折による長期離脱となったことなどもあり、第26節からの8試合中5試合で3失点するなど2勝6敗、第33節、プレーオフ進出を争うFC大阪に2-1とリードしながら試合終了間際の2失点で2-3と逆転負けし、同節終了時に7位転落しプレーオフ圏内から脱落、続く第34節ホーム金沢戦でも2試合連続の逆転負けを喫しシーズン2度目の3連敗となった時点で、4試合を残しJ2自動昇格圏の2位以内となる可能性が完全消滅。第33、35、37節と後半アディショナルタイムの失点により勝点を落とした結果、第37節終了時点で6位の福島ユナイテッドFCに勝点で3、得失点差で11下回り、この時点で数字上ごく僅かに可能性は残るもののプレーオフ進出が絶望的となる。最終節、アウェーYS横浜戦でも2-1から後半ATの失点で同点に追いつかれたものの、終了間際に乾の得点により3-2で勝利し、6位FC大阪と勝点差2の7位でシーズンを終えた。8月までのリーグ戦26試合で無失点試合11、複数失点試合は第11節長野戦のみ と安定した守備で順位を上げたものの、9月以降の12試合では無失点試合は僅か2となった一方で、複数失点した試合は半分以上の7、うち3失点した試合が5に激増し、一度は4位まで浮上しながらもプレーオフ進出を逃すこととなった。

#### 2025年
チームスローガン：ひとつに－この北九州（まち）とともに－
増本体制2年目。2シーズン連続で同一監督が指揮するのは、Jリーグ加盟後のクラブ史上2019〜2021年の小林監督以来4人目、J3で2シーズン連続同一監督が指揮するのはクラブ史上初 となる。
兼村憲周ヘッドコーチ（後日栃木SCコーチ就任）、DF伊東進之輔（後日三重に完全移籍）、前田紘基（同V大分）、MF井野文太（同関東サッカーリーグ2部・EDO ALL UNITED）、若谷拓海（同枚方）、小林里駆（同高知）、FW平山駿（同枚方）、前年度途中から東京23FCに期限付き移籍していたDF本村武揚（同クラブへ正式加入）と契約を更新せず、MF藤原健介（磐田へ復帰）、DF工藤孝太（岡山へ育成型期限付き移籍）、FW大森真吾（山形へ期限付き移籍）、髙橋隆大（ブラジル・グアラニFCへ完全移籍）は育成型期限付き移籍期間満了、DF乾貴哉は栃木Cに完全移籍でいずれも退団し、MF官澤琉汰はいわみへ育成型期限付き移籍。FW永井の残留により、2020年シーズン後から4シーズン連続で続いていたチーム得点王の移籍こそ避けられたものの、DF工藤の移籍により、5シーズン連続で前年度リーグ戦チーム最長出場時間の選手を失うこととなった。
一方、FW坪郷来紀がいわみへの育成型期限付き移籍から復帰し、前シーズンU-18から2種登録で加入していたDF世良務が正式加入、柏U-18からFW吉原楓人が新加入、前年度岡山から期限付き移籍していたGK谷口璃成と、鹿児島からMF星広太、（前年度途中から期限付き移籍で岩手の）FW河辺駿太郎、大分からMF町田也真人が完全移籍、C大阪からMF木實快斗、FC東京からDF東廉太、鳥栖（前年度途中から育成型期限付き移籍で群馬）からMF樺山諒乃介、山形からDF坂本稀吏也、磐田（前年度は育成型期限付き移籍で讃岐）からFW吉長真優がいずれも育成型期限付き移籍、いわき（前年度は期限付き移籍で宮崎）からDF辻岡佑真、磐田からGK杉本光希、大宮（前年度途中から期限付き移籍で鳥取）からMF高柳郁弥がいずれも期限付き移籍で加入。またシーズン開幕後の3月14日、九州国際大付属高卒で新潟医療福祉大のFW吉田晃盛が同シーズン特別指定選手として加入、併せて2026シーズンから正式加入することが発表された。6月20日、ギラヴァンツ北九州U-18からMF坂下湧太郎が2種登録選手として加入。同月23日、横浜FCからFW駒沢直哉が育成型期限付き移籍で加入。
YBCルヴァンカップでは、1回戦で同年J1所属の岡山に1-0で勝利、2014年天皇杯で横浜F・マリノスと甲府に勝利して以来11年ぶりにJ1クラブに勝利し、2年連続2回戦進出を果たしたが、2回戦で横浜FCに1-2で敗退。
リーグ戦前半戦では、第5節に3位浮上して以降、第11節終了後に8位に落ちた以外はJ2昇格プレーオフ圏内の6位以内を維持し、特に第16節まで僅か9失点、無失点試合9試合、複数失点は2試合のみと固い守備を維持していたものの、第17節アウェー高知戦を2-3と逆転で落とすと、続く第18節ホーム鳥取戦も1-2と逆転負けでシーズン初の連敗、続く前半戦最後の第19節アウェー奈良戦では元北九州の岡田に2得点を許すなど、2度目の最下位となった2023年第6節松本戦以来となる4失点で完敗し3連敗、僅か3試合で開幕から16試合と同じ9失点を喫し、同節終了時にプレーオフ圏外の7位に転落、8勝3分8敗の勝点27、得失点差も±0となる。
天皇杯では1回戦でいわみ戦で0-1で勝利、2回戦でJ1岡山戦で0-2で勝利したが、3回戦でJ1福岡戦に延長戦0-0同点からの2年連続PK戦で敗れ3回戦敗退した。
7月9日、町田からMF髙橋大悟が期限付き移籍で3年半ぶりに加入した一方、翌10日、DF坂本翔がFC大阪へ期限付き移籍で離脱した。
リーグ後半戦初戦となる同月12日の第20節栃木C戦でも、先制しながら1-3と逆転負け。4連敗は2023年の6連敗以来、直近4試合12失点は2018年第11〜14節以来となったが、直後のアウェー連戦となった第21、22節宮崎戦、沼津戦をいずれも3-1勝利で連勝し、中断期間前時点で10勝3分9敗の勝点33、自動昇格圏の2位FC大阪とは勝点差11、6位奈良とは勝点差1の7位となった。
最後のイベントであるギラフェスでは15.274人の観客数が超満員となった。結果は第23節奈良戦での0-1で敗北し、勝利は飾れなかったが、大きな課題を集めた。

## タイトル・表彰

### クラブ
- J3リーグ：1回
  - 2019年
- 福岡県サッカー選手権大会：6回
  - 2017年、2019年、2022年 - 2025年
- フェアプレー賞
  - J2：5回（2014年 - 2016年、2020年 - 2021年）
  - J3：4回（2018年 - 2019年、2022年、2024年）

### 個人別
J2リーグ
- 優秀監督賞
  - 小林伸二（2020年）
- 月間優秀監督賞
  - 小林伸二（2020年8月）
- KONAMI月間MVP
  - ディサロ燦シルヴァーノ（2020年8月）

J3リーグ
- 優勝監督賞
  - 小林伸二（2019年）
- 優秀選手賞
  - 永井龍・工藤孝太（2024年）
- KONAMI月間MVP
  - 加藤弘堅（2019年11・12月）
  - 永井龍（2024年7月）
- 月間ベストゴール：2回
  - 髙橋大悟（2019年10月、2019年11・12月）
- 月間ベストセーブ：1回
  - 木實快斗（2025年6月）
- 月間優秀監督賞：3回
  - 小林伸二（2019年2・3月、2019年6月）
  - 増本浩平（2024年6月）

## スタジアム・練習場

### ホームスタジアム
- 北九州市立本城陸上競技場[1]（八幡西区、2016年まで）
- ミクニワールドスタジアム北九州（正式名称：北九州スタジアム、略称：ミクスタ。小倉北区、2017年から）

本城陸上競技場はギラヴァンツのJリーグ加盟時にJ2開催基準を満たすための改修工事を行い、収容能力が椅子席で10,202人となったが、それでもなおJ1の開催基準のひとつである収容人数15,000人を満たしていなかった。このため北九州市は2013年、小倉駅北側の小倉北区浅野3丁目（小倉駅北口）に、15,000人収容の球技専用スタジアムを建設すると表明。その後の検討を経て建設されたのが北九州スタジアムで、正式開業は2017年のJ3リーグ第1節の3月12日となった。スタジアムの名称については施設命名権（ネーミングライツ）が導入され、地元の不動産会社・ミクニが落札し、「ミクニワールドスタジアム北九州」となった。

#### スタジアムDJ
- 2011年 - 2016年　TOM G
- 2017年 -　八木徹

### 練習場・クラブハウス
練習場は北九州市本城公園内の本城運動場と、門司区新門司北の新門司球技場 を併用する。新門司球技場については、2009年2月までクラブを運営していた特定非営利活動法人北九州フットボールクラブ（北九州FC）が（新門司球技場を含めた北九州市立新門司体育施設全体の）指定管理者となっている。
クラブハウスは当初新門司球技場内の施設を利用していたが、J1ライセンス基準を踏まえて、2016年から隣接する新門司マリーナの一角にある元レストランを改修し借り上げて使用している。

## ユニフォーム

### クラブカラー
- 黄、    赤

### ユニフォームスポンサー
| 掲出箇所   | スポンサー名       | 表記               | 掲出年                                          | 備考 |
| 胸         | 安川電機           | YASKAWA 安川電機   | 2012年 2017年 - 2018年 2021年 - 2022年 2025年 - | 2011年はパンツ 2013年 - 2016年、2019年 - 2020年、2023年 - 2024年は背中上部 2011年、2017年は「YASWAKA」表記 2013年 - 2016年、2018年 - 2020年、2023年 - 2024年は「安川電機」表記 |
| 鎖骨       | ウイングアーク1st  | dejiren            | 2021年 -                                        | 左側に表記 2021年は「WingArc1st」表記 |
| 鎖骨       | ウイングアーク1st  | WingArc1st         | 2021年 -                                        | 右側に表記 |
| 背中上部   | TOTO               | TOTO               | 2017年 - 2018年 2021年 - 2022年 2025年 -        | 2010年、2012年はパンツ 2011年、2013年 - 2016年、2019年 - 2020年、2023年 - 2024年は胸                                                                                           |
| 背中下部   | なし               | -                  | -                                               | |
| 袖         | ナフコ             | ナフコ             | 2010年 -                                        | |
| パンツ前面 | 三井ハイテック     | 三井ハイテック     | 2025年 -                                        | |
| パンツ背面 | グリーンシッピング | グリーンシッピング | 2024年 -                                        | |

### トレーニングウェアスポンサー
| 掲出箇所 | 掲出箇所 | スポンサー名      | 表記                 | 備考       |
| 胸       | 胸       | 第一交通産業      | 第一交通産業 DAIICHI |            |
| 鎖骨     | 鎖骨     | ウイングアーク1st | WingArc1st           | 両側に掲出 |
| 背中上部 | 上段     | 北九州銀行        | 北九州銀行           |            |
| 背中上部 | 下段     | 北九州市          | 北九州SDGs           |            |

### ユニフォームサプライヤーの遍歴
- 2010年 - 2012年：アンブロ
- 2013年[146] - 2019年：ボネーラ
- 2020年[147] - 2023年[148]：ペナルティ
- 2024年[149] - ：アンブロ

### 歴代ユニフォーム
| FP 1st      | FP 1st | FP 1st | FP 1st | FP 1st |
| ----------- | ------ | ------ | ------ | ------ |
| 2010 - 2012 | 2013   | 2014   | 2015   | 2016   |
| 2017        | 2018   | 2019   | 2020   | 2021   |
| 2022        | 2023   | 2024   | 2025 - |        |
|             |        |        |        |        |

| FP 2nd      | FP 2nd | FP 2nd | FP 2nd | FP 2nd |
| ----------- | ------ | ------ | ------ | ------ |
| 2010 - 2012 | 2013   | 2014   | 2015   | 2016   |
| 2017        | 2018   | 2019   | 2020   | 2021   |
| 2022        | 2023   | 2024   | 2025 - |        |
|             |        |        |        |        |

### 歴代ユニフォームスポンサー遍歴
| 年度 | 箇所             | 箇所       | 箇所       | 箇所     | 箇所               | 箇所   | 箇所           | 箇所                | サプライヤー |
| 年度 | 胸               | 鎖骨左     | 鎖骨右     | 背中上部 | 背中下部           | 袖     | パンツ前面     | パンツ背面          | サプライヤー |
| 2010 | Kitakyushu       | 解禁前     | 解禁前     | ZENRIN   | 解禁前             | ナフコ | TOTO           | 解禁前              | UMBRO        |
| 2011 | TOTO             | 解禁前     | 解禁前     | ZENRIN   | 解禁前             | ナフコ | YASKAWA        | 解禁前              | UMBRO        |
| 2012 | YASKAWA 安川電機 | 解禁前     | 解禁前     | ZENRIN   | 解禁前             | ナフコ | TOTO           | 解禁前              | UMBRO        |
| 2013 | TOTO             | 解禁前     | 解禁前     | 安川電機 | 解禁前             | ナフコ | ZENRIN         | 解禁前              | bonera       |
| 2014 | TOTO             | 解禁前     | 解禁前     | 安川電機 | 解禁前             | ナフコ | ZENRIN         | 解禁前              | bonera       |
| 2015 | TOTO             | 解禁前     | 解禁前     | 安川電機 | 解禁前             | ナフコ | ZENRIN         | 解禁前              | bonera       |
| 2016 | TOTO             | 解禁前     | 解禁前     | 安川電機 | -                  | ナフコ | ZENRIN         | 解禁前              | bonera       |
| 2017 | YASKAWA          | 解禁前     | 解禁前     | TOTO     | -                  | ナフコ | ZENRIN         | 解禁前              | bonera       |
| 2018 | 安川電機         | -          | -          | TOTO     | -                  | ナフコ | ZENRIN         | 解禁前              | bonera       |
| 2019 | TOTO             | -          | -          | 安川電機 | -                  | ナフコ | ZENRIN         | 解禁前              | bonera       |
| 2020 | TOTO             | -          | -          | 安川電機 | -                  | ナフコ | ZENRIN         | -                   | PENALTY      |
| 2021 | YASKAWA 安川電機 | WingArc1st | WingArc1st | TOTO     | 麻生グループ       | ナフコ | ZENRIN         | -                   | PENALTY      |
| 2022 | YASKAWA 安川電機 | dejiren    | WingArc1st | TOTO     | 麻生グループ       | ナフコ | ZENRIN         | -                   | PENALTY      |
| 2023 | TOTO             | dejiren    | WingArc1st | 安川電機 | 麻生グループ       | ナフコ | ZENRIN         | ギラコイン GIRACOIN | PENALTY      |
| 2024 | TOTO             | dejiren    | WingArc1st | 安川電機 | GiraPark HIGASHIDA | ナフコ | ZENRIN         | グリーンシッピング  | UMBRO        |
| 2025 | YASKAWA 安川電機 | dejiren    | WingArc1st | TOTO     | -                  | ナフコ | 三井ハイテック | グリーンシッピング  | UMBRO        |

- ユニフォームに関する備考
  - 2011年 - 2012年のユニフォームのシャツは1stが黄色、2ndは紺色（パンツは白）を採用。なおこの間のザスパ草津戦においては、両方の色が草津の1stユニフォームの色（紺に黄色の縦縞）と重複したため、ホームの草津が2nd（白に紺の縦縞）、アウェーの北九州が1stユニフォームを着用した。

## 決算
ギラヴァンツ北九州の決算は、つぎのとおり。

### 損益
| 年度 | 収入 | 広告料 | 入場料 | 配分 | その他 | 費用 | 事業費 | 人件費 | 管理費 | 利益 | 純利益 |
| 2010 | 495  | 117    | 111    | 136  | 131    | 493  | 380    | N.A.   | N.A.   | 2    | 1      |
| 2011 | 521  | 176    | 78     | 91   | 34     | 584  | 222    | N.A.   | N.A.   | 0    | 2      |
| 2012 | 682  | 252    | 98     | 86   | 44     | 675  | 259    | N.A.   | N.A.   | 0    | 2      |
| 2013 | 686  | 272    | 88     | 90   | 50     | 673  | 249    | N.A.   | N.A.   | 0    | 2      |

- 金額の単位: 百万円
- 人件費は事業費に含まれる。

出典: 各年度のJクラブ決算一覧。
2010
2011
2012
2013
| 年度 | 収益 | 広告料 | 入場料 | 配分 | 育成 | 物販 | その他 | 費用 | 人件費 | 試合 | トップ | 育成 | 女子 | 物販 | 販売 | 利益 | 純利益 |
| 2014 | 747  | 308    | 79     | 90   | 64   | -    | 205    | 738  | 284    | 46   | 103    | 28   | 0    | -    | 279  | 9    | 5      |
| 2015 | 777  | 328    | 82     | 81   | 82   | -    | 204    | 773  | 283    | 52   | 101    | 42   | 0    | -    | 295  | 5    | 3      |
| 2016 | 855  | 384    | 80     | 82   | 85   | 71   | 151    | 842  | 343    | 55   | 118    | 40   | 0    | 53   | 233  | 13   | 2      |
| 2017 | 864  | 384    | 124    | 36   | 88   | 69   | 163    | 854  | 308    | 77   | 110    | 53   | 0    | 50   | 256  | 10   | 6      |

- 金額の単位: 百万円

出典: 各年度のJクラブ決算一覧。
2014
2015
2016
2017

### 資産
| 年度 | 総資産 | 総負債 | 純資産 | 資本金 |
| 2010 | 89     | 65     | 23     | 137    |
| 2011 | 114    | 150    | ▲36    | 143    |
| 2012 | 143    | 173    | ▲30    | 147    |
| 2013 | 133    | 144    | ▲11    | 156    |
| 2014 | 183    | 161    | 23     | 184    |
| 2015 | 172    | 132    | 39     | 198    |
| 2016 | 217    | 160    | 57     | 214    |
| 2017 | 151    | 78     | 73     | 223    |

- 金額の単位: 百万円

出典: 各年度のJクラブ決算一覧。
2010
2011
2012
2013
2014
2015
2016
2017

## オフィシャルサプライヤー
- コカ・コーラウエスト
ギランがデザインされた自動販売機を設置、売り上げの一部をチーム支援に充てている。

## メディア

### テレビ
- ニュースブリッジ北九州（NHK北九州放送局、月－金曜 18時30分 - 18時59分）月曜「ブリッジスポーツ」コーナー内（月曜が祝日の場合は火曜もしくは次の平日。重大発表の場合曜日を問わず通常ニュースの一つとして扱う）
- 瞬感スポーツ (RKB毎日放送、金曜 23時55分 - 24時15分)
- 夢空間スポーツ (福岡放送、日曜 16時55分 - 17時25分)
- KICK OFF! FUKUOKA (テレビ西日本、土曜 11時20分 - 11時50分)
- チャギハ!（RKB毎日放送、日曜24時50分 - 25時20分（月曜0時50分 - 1時20分））：応援コーナー『勝手にギラヴァンツ応援隊』
- ギラ☆Channel (J:COMチャンネル北九州、月-金曜 12時、土曜日曜18時、月-日曜21時30分)

### ラジオ
- ワッツアップ！ギラヴァンツ（CROSS FM「UP↑ UP↑」内、月曜 10時40分 - 10時55分）
- パワーアップ北九州 上田恵子 ギラヴァンツ・ギラリ（KBCラジオ「めぐみのラジオ」内、土曜 10時12分 - ）

## 下部組織
アカデミーとしてユースチーム（U-18）、ジュニアユースチーム（U-15）を有している。また、若手育成を目的として発足した九州チャレンジャーズリーグに2009年の発足当初より参加している。
なお、「北九州フットボールクラブ」が運営する女子中学生以上を対象とした「ニューウェーブ北九州レディース」、40歳以上を対象とした「ニューウェーブ北九州シニア」が別途存在する。

## 罰金について
2021年2月12日、Jリーグ裁定委員会から、2010シーズンにJリーグに入会後、2015シーズン及び2016シーズンの2年間を除く2020シーズン第19節までのホームゲーム全159試合において、Jリーグ規約及びリーグ戦試合実施要項が規定する入場者数の算定方法を用いておらず、入場者に算入できない運営ボランティア、運営スタッフ、出店者、メディア関係者を入場者に算入し、結果的にJリーグに提出する公式記録に少なくとも1試合50～130名程度過大な、誤った入場者数を記載しリーグへの信頼を大きく失墜させたこと、また入場者数の水増しを図ろうとした意図は認められないが、指摘された9年の間に是正する機会が何度もあったにもかかわらずこれを怠り、担当社員に正しい算定方法を周知しないまま放置してきた管理監督責任、更に本件行為を確認した後も、Jリーグ規約第139条に反して、直ちにJリーグへ報告しなかったことなどを理由に、けん責及び罰金200万円の懲罰処分を受けた。

## 応援をめぐる騒動
同チームのサポーターが応援する際、横断幕や応援コールで地元北九州の方言で「殴り倒せ」を意味する「ぶちくらせ」という言葉を使用している事について、クラブ側は不適切な表現であるとして、使用禁止を通達した。これに対しサポーター側は反発し、使用を継続したが、2015年11月にクラブ側は使用した者を入場禁止にした。